# Pitospor
Pitospor (lat. Pittosporum), biljni rod od 219 vrsta vazdazelenog (ponekad mirisnog) grmlja i drveća iz porodice Pittosporaceae. Rod je raširen po tropskoj Africi i Madagaskaru, tropskoj Aziji (istočno do Kine i Japana), Maleziji, Australiji, Novom Zelandu, Oceaniji, Novoj Kaledoniji i Havajima.

## Vrste
1. Pittosporum abyssinicum Delile
2. Pittosporum aliferum Tirel & Veillon
3. Pittosporum ambrense Cufod.
4. Pittosporum anamallayense M. P. Nayar & G. S. Giri
5. Pittosporum aneityense Guillaumin
6. Pittosporum anggiense D. M. Hicks & Utteridge
7. Pittosporum angustilimbum C. Y. Wu
8. Pittosporum anomalum Laing & Gourlay
9. Pittosporum arborescens Rich. ex A. Gray
10. Pittosporum argentifolium Sherff
11. Pittosporum artense Guillaumin
12. Pittosporum balansae Aug. DC.
13. Pittosporum balfourii Cufod.
14. Pittosporum baudouinii Brongn. & Gris
15. Pittosporum berberidoides Burkill
16. Pittosporum bernardii Tirel & Veillon
17. Pittosporum bicolor Hook.
18. Pittosporum boninense Koidz.
19. Pittosporum bouletii Veillon & Tirel
20. Pittosporum brackenridgei A. Gray
21. Pittosporum bracteolatum Endl.
22. Pittosporum brevicalyx (Oliv.) Gagnep.
23. Pittosporum brevispinum Veillon & Tirel
24. Pittosporum bullato-ferrugineum Cufod.
25. Pittosporum cacondense Exell & Mendonça
26. Pittosporum campbellii F. Muell.
27. Pittosporum ceylanicum Wight
28. Pittosporum cherrieri Tirel & Veillon
29. Pittosporum coccineum (Montrouz.) Beauvis.
30. Pittosporum colensoi Hook. fil.
31. Pittosporum collinum Guillaumin
32. Pittosporum confertiflorum A. Gray
33. Pittosporum coriaceum Dryand. ex Aiton
34. Pittosporum cornifolium A. Cunn.
35. Pittosporum crassicaule Laing & Gourlay
36. Pittosporum crassifolium Banks & Sol. ex A. Cunn.
37. Pittosporum cravenianum Schodde
38. Pittosporum crispulum Gagnep.
39. Pittosporum croceum Guillaumin
40. Pittosporum dallii Cheeseman
41. Pittosporum daphniphylloides Hayata
42. Pittosporum dasycaulon Miq.
43. Pittosporum deplanchei Brongn. & Gris
44. Pittosporum divaricatum Cockayne
45. Pittosporum dzumacense Guillaumin
46. Pittosporum echinatum Brongn. & Gris
47. Pittosporum elevaticostatum Hung T. Chang & S. Z. Yan
48. Pittosporum ellipticum Kirk
49. Pittosporum eriocarpum Royle
50. Pittosporum erioloma C. Moore & F. Muell.
51. Pittosporum eugenioides A. Cunn.
52. Pittosporum fairchildii Cheeseman
53. Pittosporum ferrugineum Dryand. ex Aiton
54. Pittosporum flocculosum (Hillebr.) Sherff
55. Pittosporum fulvipilosum Hung T. Chang & S. Z. Yan
56. Pittosporum gagnepainianum Gowda
57. Pittosporum gagnepainii Doweld
58. Pittosporum gatopense Guillaumin
59. Pittosporum gayanum Rock
60. Pittosporum glabratum Lindl.
61. Pittosporum glabrum Hook. & Arn.
62. Pittosporum goetzei Engl.
63. Pittosporum gracile Pancher ex Brongn. & Gris
64. Pittosporum halophilum Rock
65. Pittosporum hawaiiense Hillebr.
66. Pittosporum heckelii Dubard
67. Pittosporum hematomallum Guillaumin
68. Pittosporum henryi Gowda
69. Pittosporum heterophyllum Franch.
70. Pittosporum hosmeri Rock
71. Pittosporum humbertii Cufod.
72. Pittosporum humile Hook. fil. & Thomson
73. Pittosporum huttonianum Kirk
74. Pittosporum illicioides Makino
75. Pittosporum inopinatum K. Bakker
76. Pittosporum intermedium Kirk
77. Pittosporum johnstonianum Gowda
78. Pittosporum kaalense Guillaumin
79. Pittosporum kauaiense Hillebr.
80. Pittosporum kerrii Craib
81. Pittosporum kirkii Hook. fil. ex Kirk
82. Pittosporum koghiense Guillaumin
83. Pittosporum kunmingense Hung T. Chang & S. Z. Yan
84. Pittosporum kwangsiense Hung T. Chang & S. Z. Yan
85. Pittosporum kweichowense Gowda
86. Pittosporum lacrymasepalum Utteridge
87. Pittosporum lancifolium (F. M. Bailey) L. W. Cayzer
88. Pittosporum lanipetalum Tirel & Veillon
89. Pittosporum ledermannii E. Pritz.
90. Pittosporum lenticellatum Chun ex H. Peng & Y. F. Deng
91. Pittosporum leptosepalum Gowda
92. Pittosporum leratii Guillaumin
93. Pittosporum leroyanum Tirel & Veillon
94. Pittosporum letocartiorum Veillon & Tirel
95. Pittosporum lineare Laing & Gourlay
96. Pittosporum linearifolium Sugau
97. Pittosporum longisepalum K. Bakker
98. Pittosporum loniceroides Brongn. & Gris
99. Pittosporum luteum H. St. John
100. Pittosporum mackeei Tirel & Veillon
101. Pittosporum macrosepalum Cufod.
102. Pittosporum maireaui H. St. John
103. Pittosporum malaxanii Veillon & Tirel
104. Pittosporum maoshanense Z. H. Chen, G. Y. Li & X. F. Jin
105. Pittosporum maxwellii Utteridge
106. Pittosporum merrillianum Gowda
107. Pittosporum mildbraedii Engl.
108. Pittosporum moluccanum (Lam.) Miq.
109. Pittosporum morierei Vieill. ex Guillaumin
110. Pittosporum multiflorum (A. Cunn. ex London) L. W. Cayzer, Crisp & I. Telford
111. Pittosporum muricatum Tirel & Veillon
112. Pittosporum napaliense Sherff
113. Pittosporum napaulense (DC.) Rehder & Wilson
114. Pittosporum neelgherrense Wight & Arn.
115. Pittosporum nubicola Schodde
116. Pittosporum nubigenum Ridl.
117. Pittosporum obcordatum Raoul
118. Pittosporum oblongilimbum Merr.
119. Pittosporum obovatum Guillaumin
120. Pittosporum ochrosiifolium Bojer
121. Pittosporum oligodontum Gillespie
122. Pittosporum oligophlebium Hung T. Chang & S. Z. Yan
123. Pittosporum omeiense Hung T. Chang & S. Z. Yan
124. Pittosporum oreillyanum C. T. White
125. Pittosporum oreophilum Guillaumin
126. Pittosporum ornatum Tirel & Veillon
127. Pittosporum orohenense J. W. Moore
128. Pittosporum oubatchense Schltr.
129. Pittosporum pachyphyllum Baker
130. Pittosporum pancheri Brongn. & Gris
131. Pittosporum paniculatum Brongn. & Gris
132. Pittosporum paniculiferum Hung T. Chang & S. Z. Yan
133. Pittosporum paniense Guillaumin
134. Pittosporum parvicapsulare Hung T. Chang & S. Z. Yan
135. Pittosporum parvifolium Hayata
136. Pittosporum parvilimbum Hung T. Chang & S. Z. Yan
137. Pittosporum patulum Hook. fil.
138. Pittosporum pauciflorum Hook. & Arn.
139. Pittosporum pentandrum (Blanco) Merr.
140. Pittosporum perahuense H. St. John
141. Pittosporum perglabratum Hung T. Chang & S. Z. Yan
142. Pittosporum peridoticola Sugau & Ent
143. Pittosporum perryanum Gowda
144. Pittosporum phillyraeoides DC.
145. Pittosporum pickeringii A. Gray
146. Pittosporum pimeleoides A. Cunn.
147. Pittosporum planilobum Hung T. Chang & S. Z. Yan
148. Pittosporum podocarpum Gagnep.
149. Pittosporum polyspermum Tul.
150. Pittosporum poueboense Guillaumin
151. Pittosporum poumense Guillaumin
152. Pittosporum praedictum Schodde
153. Pittosporum pronyense Guillaumin
154. Pittosporum pullifolium Burkill
155. Pittosporum pumilum Schodde
156. Pittosporum purpureum H. St. John
157. Pittosporum qinlingense Y. Ren & X. Liu
158. Pittosporum raivavaeense H. St. John
159. Pittosporum ralphii Kirk
160. Pittosporum ramiflorum (Zoll. & Moritzi) Zoll. ex Miq.
161. Pittosporum ramosii Merr.
162. Pittosporum rangitahua E. K. Cameron & Sykes
163. Pittosporum rapense F. Br.
164. Pittosporum reflexisepalum C. Y. Wu
165. Pittosporum rehderianum Gowda
166. Pittosporum resiniferum Hemsl.
167. Pittosporum reticosum Ridl.
168. Pittosporum revolutum [Dryand.]
169. Pittosporum rhytidocarpum A. Gray
170. Pittosporum ridleyi L. W. Cayzer & G. Chandler
171. Pittosporum rigidum Hook. fil.
172. Pittosporum roimata Gemmill & S. N. Carter
173. Pittosporum rubiginosum A. Cunn.
174. Pittosporum salicifolium Danguy
175. Pittosporum samoense Christoph.
176. Pittosporum saxicola Rehder & E. H. Wilson
177. Pittosporum scythophyllum Schltr.
178. Pittosporum senacia Putt.
179. Pittosporum serpentinum (de Lange) de Lange
180. Pittosporum sessilifolium Tirel & Veillon
181. Pittosporum silamense Sugau
182. Pittosporum simsonii Montrouz.
183. Pittosporum sinuatum Blume
184. Pittosporum spinescens (F. Muell.) L. W. Cayzer, Crisp & I. Telford
185. Pittosporum spissescens Utteridge
186. Pittosporum suatinum Schodde
187. Pittosporum subulisepalum Hu & F. T. Wang
188. Pittosporum sylvaticum Guillaumin
189. Pittosporum taitense Putt.
190. Pittosporum takauele H. St. John
191. Pittosporum tanianum Veillon & Tirel
192. Pittosporum tenuifolium Gaertn.
193. Pittosporum tenuivalvatum Hung T. Chang & S. Z. Yan
194. Pittosporum tenuivalve Schodde
195. Pittosporum terminalioides Planch. ex A. Gray
196. Pittosporum tetraspermum Wight & Arn.
197. Pittosporum tobira (Murray) Aiton fil.
198. Pittosporum tonkinense Gagnep.
199. Pittosporum trigonocarpum H. Lév.
200. Pittosporum trilobum L. W. Cayzer, Crisp & I. Telford
201. Pittosporum truncatum E. Pritz.
202. Pittosporum tubiflorum Hung T. Chang & S. Z. Yan
203. Pittosporum turneri Petrie
204. Pittosporum umbellatum Banks & Sol. ex Gaertn.
205. Pittosporum undulatifolium Hung T. Chang & S. Z. Yan
206. Pittosporum undulatum Vent.
207. Pittosporum venulosum F. Muell.
208. Pittosporum verrucosum Veillon & Tirel
209. Pittosporum verticillatum Bojer
210. Pittosporum viburnifolium Hayata
211. Pittosporum virgatum Kirk
212. Pittosporum viridiflorum Sims
213. Pittosporum viridulum M. P. Nayar, G. S. Giri & Chandrasekh.
214. Pittosporum viscidum L. W. Cayzer, Crisp & I. Telford
215. Pittosporum wightii A. K. Mukh.
216. Pittosporum xanthanthum Schltr.
217. Pittosporum xenicum Schodde
218. Pittosporum xylocarpum Hu & F. T. Wang
219. Pittosporum yunckeri A. C. Sm.